# Eric Musselman
Eric Patrick Musselman (Ashland, 19 novembre 1964) è un ex cestista, allenatore di pallacanestro e dirigente sportivo statunitense, professionista nella NBA.
È il figlio di Bill Musselman.

## Palmarès
- 2 volte campione USBL (1995, 1996)
- USBL Coach of the Year (1996)
- Dennis Johnson Coach of the Year Award (2012)